# 171-й истребительный авиационный полк
171-й истребительный авиационный Тульский Краснознамённый полк (171-й иап) — воинская часть Военно-Воздушных сил (ВВС) Вооружённых Сил РККА, принимавшая участие в боевых действиях Великой Отечественной войны.

## Наименования полка

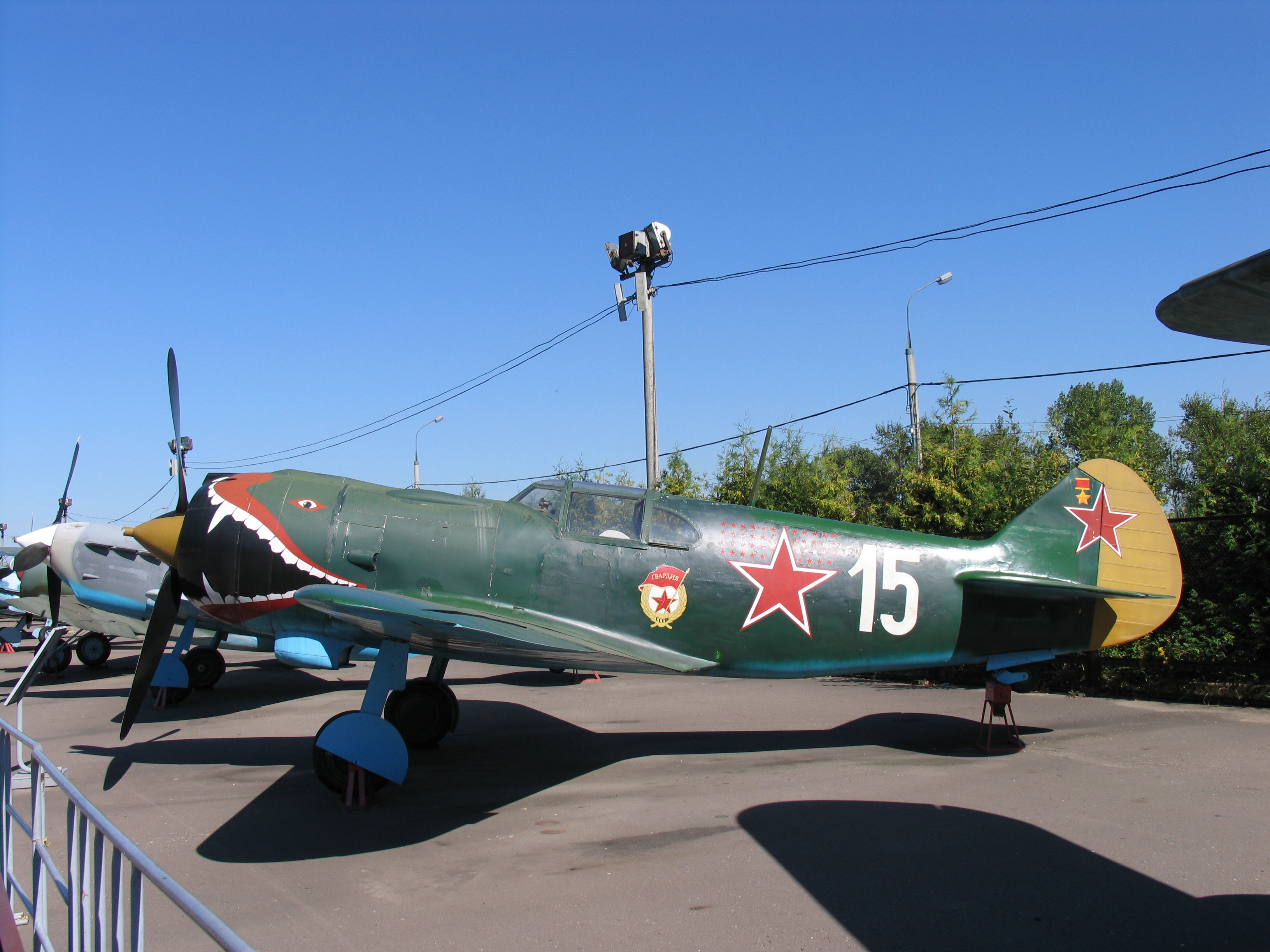
Ла-5

- 171-й истребительный авиационный полк;
- 171-й истребительный авиационный полк ПВО;
- 171-й истребительный авиационный полк;
- 171-й истребительный авиационный Тульский полк;
- 171-й истребительный авиационный Тульский Краснознамённый полк;
- 171-й истребительный авиационный Тульский Краснознамённый полк ПВО;
- Войсковая часть (Полевая почта) 64371.

## Создание полка
171-й истребительный авиационный полк сформирован в период с 1 по 15 апреля 1941 года в ВВС Московского военного округа на аэродроме Мясново (Тула) в составе 77-й смешанной авиадивизии. Получил на вооружение самолёты И-16 и И-153. В июле 1941 года начал перевооружение на истребители МиГ-3, сохраняя в составе также И-16.

## Расформирование полка
171-й истребительный авиационный Тульский Краснознамённый полк ПВО расформирован в 1993 году в составе 25-й дивизии ПВО на аэродроме Угольный (п. Угольные Копи Анадырского района Чукотского автономного округа).

## В действующей армии
В составе действующей армии:
- с 21 сентября 1941 года по 17 апреля 1943 года,
- с 28 мая 1943 года по 9 мая 1945 года.

| И-153 | И-16 | МиГ-3 |

## Командиры полка
- майор Семёнов[2], 15.04.1941 — 01.01.1942
- майор, подполковник Орляхин Семён Иванович[2], 01.01.1942 — 24.01.1944
- майор Шевцов Александр Григорьевич (ВрИД)[2], 24.01.1944 — 16.02.1944
- майор, подполковник Халутин Александр Иванович[2], 16.02.1944 — 18.05.1945
- подполковник Шутов Николай Михайлович[3], 10.05.1945 — 01.1948
- Шулепов Геннадий Николаевич, 1980
- полковник Басов Анатолий Иванович 1982—1984
- подполковник Кондриков Александр Артемьевич 1984 - 1993

## В составе соединений и объединений
| Период        | Фронт (округ)                                | армия                                                          | корпус                                     | дивизия                                      | примечание                      |
| ------------- | -------------------------------------------- | -------------------------------------------------------------- | ------------------------------------------ | -------------------------------------------- | ------------------------------- |
| 01.04.1941 г. | Московский военный округ                     | ВВС Московского военного округа                                |                                            | 77-я смешанная авиационная дивизия           | Мясново, Тула, И-16 и И-153     |
| 01.07.1941 г. | Московский военный округ                     | ВВС Московского военного округа                                |                                            | 77-я смешанная авиационная дивизия           | МиГ-3, И-16                     |
| 01.08.1941 г. | Московский военный округ                     | ВВС Московского военного округа                                |                                            | 77-я смешанная авиационная дивизия           | переформирован, МиГ-3, И-16     |
| 21.09.1941 г. | Московский военный округ                     | ВВС Московского военного округа                                | 6-й истребительный авиационный корпус ПВО  |                                              | МиГ-3, И-16                     |
| 18.01.1942 г. | Московский военный округ                     | ВВС Московского военного округа Московский корпусной район     | 6-й истребительный авиационный корпус ПВО  |                                              | МиГ-3, И-16                     |
| 15.02.1942 г. | Московский военный округ                     | ВВС Московского военного округа Тульский дивизионный район ПВО |                                            | 125-я истребительная авиационная дивизия ПВО | МиГ-3, И-16                     |
| 07.07.1942 г. | Брянский фронт                               | 1-я истребительная авиационная армия                           |                                            | 286-я истребительная авиационная дивизия     | МиГ-3, И-16                     |
| 22.07.1942 г. | Брянский фронт                               | 15-я воздушная армия                                           |                                            | 286-я истребительная авиационная дивизия     | МиГ-3, И-16                     |
| 01.11.1942 г. | Брянский фронт                               | 15-я воздушная армия                                           |                                            | 286-я истребительная авиационная дивизия     | переформирован, МиГ-3, И-16     |
| 16.03.1943 г. | Брянский фронт                               | 15-я воздушная армия                                           | 3-й бомбардировочный авиационный корпус    |                                              | МиГ-3, И-16                     |
| 27.03.1943 г. | Брянский фронт                               | 15-я воздушная армия                                           |                                            | 284-я истребительная авиационная дивизия     | МиГ-3, И-16                     |
| 18.04.1943 г. | Приволжский военный округ                    | ВВС округа                                                     |                                            | 2-й запасной истребительный авиационный полк | Сейма Горьковской области, Ла-5 |
| 28.05.1943 г. | Брянский фронт                               | 15-я воздушная армия                                           |                                            | 315-я истребительная авиационная дивизия     | Ла-5                            |
| 20.10.1943 г. | 2-й Прибалтийский фронт                      | 15-я воздушная армия                                           |                                            | 315-я истребительная авиационная дивизия     | Ла-5                            |
| 15.10.1944 г. | 2-й Прибалтийский фронт                      | 15-я воздушная армия                                           | 14-й истребительный авиационный корпус     | 315-я истребительная авиационная дивизия     | Ла-5                            |
| 01.11.1944 г. | 2-й Прибалтийский фронт                      | 15-я воздушная армия                                           | 14-й истребительный авиационный корпус     | 315-я истребительная авиационная дивизия     | Ла-5, Ла-7                      |
| 01.04.1945 г. | Ленинградский фронт Курляндская группа войск | 15-я воздушная армия                                           | 14-й истребительный авиационный корпус     | 315-я истребительная авиационная дивизия     | Ла-5, Ла-7                      |
| 09.05.1945 г. | Ленинградский фронт Курляндская группа войск | 15-я воздушная армия                                           | 14-й истребительный авиационный корпус     | 315-я истребительная авиационная дивизия     | Ла-5, Ла-7                      |
| 10.05.1945 г. | Прибалтийский военный округ                  | 15-я воздушная армия                                           | 14-й истребительный авиационный корпус     | 315-я истребительная авиационная дивизия     | Ла-5, Ла-7                      |
| 01.01.1946 г. | Белорусский военный округ                    | 1-я воздушная армия                                            | 14-й истребительный авиационный корпус     | 315-я истребительная авиационная дивизия     | Ла-5, Ла-7                      |
| 20.02.1949 г. | Белорусский военный округ                    | 26-я воздушная армия                                           | 58-й истребительный авиационный корпус     | 315-я истребительная авиационная дивизия     | Ла-7                            |
| 01.07.1950 г. | Московский округ ПВО                         | 64-я воздушная истребительная армия                            | 88-й истребительный авиационный корпус ПВО | 315-я истребительная авиационная дивизия ПВО | Ла-7                            |
| 01.07.1950 г. | Московский округ ПВО                         | 64-я воздушная истребительная армия                            | 88-й истребительный авиационный корпус ПВО | 315-я истребительная авиационная дивизия ПВО | Ла-7                            |
| 01.09.1951 г. | Северо-Кавказский военный округ              | ВВС округа                                                     |                                            | 315-я истребительная авиационная дивизия     | МиГ-15                          |
| 01.07.1954 г. | Северо-Кавказская армия ПВО                  |                                                                | 36-й истребительный авиационный корпус ПВО | 315-я истребительная авиационная дивизия ПВО | МиГ-15                          |
| 01.03.1960 г. | 19-я армия ПВО                               | 14-й корпус ПВО                                                |                                            |                                              | МиГ-17                          |
| 01.04.1980 г. | Закавказский военный округ                   | ВВС округа                                                     |                                            |                                              | Су-15ТМ                         |
| 01.10.1982 г. | Дальневосточный военный округ                | ВВС округа                                                     |                                            |                                              | Су-15ТМ                         |
| 01.05.1986 г. | 11-я отдельная Краснознамённая армия ПВО     | ВВС округа                                                     | 25-я дивизия ПВО                           |                                              | Су-15ТМ                         |
| 01.08.1993 г. | 11-я отдельная Краснознамённая армия ПВО     | ВВС округа                                                     | 25-я дивизия ПВО                           |                                              | Су-15ТМ, расформирован          |

## Первая известная воздушная победа полка
Первая известная воздушная победа полка в Отечественной войне одержана 28 сентября 1941 года: младший лейтенант Старцев Г. Н., пилотируя МиГ-3, в воздушном бою в районе ст. Скуратово сбил немецкий бомбардировщик Ju-88.

## Участие в сражениях и битвах
- Битва за Москву — 30 сентября 1941 года по 20 апреля 1942 года
- Тульская наступательная операция — 6 декабря 1941 года по 16 декабря 1941 года
- Калужская наступательная операция — с 17 декабря 1941 года по 5 января 1942 года
- Клинско-Солнечногорская наступательная операция — 6 декабря 1941 года по 26 декабря 1941 года
- Воронежско-Ворошиловградская операция — с 7 июля 1942 года по 24 июля 1942 года
- Операции дивизии по уничтожению коммуникаций противника в районе Кастроное, Кшень, Мармыжи, Замлянск — с 12 сентября 1942 года по 15 сентября 1942 года
- Воронежско-Касторненская операция — с 24 января 1943 года по 2 февраля 1943 года.
- Ржевско-Вяземская операция — с 16 марта 1943 года по 27 марта 1943 года.
- Орловская операция «Кутузов» — с 27 июля 1943 года по 18 августа 1943 года
- Брянская операция — с 17 августа 1943 года по 3 октября 1943 года
- Ленинградско-Новгородская операция — с 14 января 1944 года по 1 марта 1944 года
- Режицко-Двинская операция — с июля 1944 года по август 1944 года
- Рижская операция — с 15 октября 1944 года по 22 октября 1944 года.
- Прибалтийская операция — с 15 октября 1944 года по 24 ноября 1944 года.
- Блокада и ликвидация Курляндской группировки — с 15 октября 1944 года по апрель 1945 года.
- Восточно-Прусская операция — с 13 января 1945 года по 25 апреля 1945 года.
- Кёнигсбергская операция — с 6 апреля 1945 года по 9 апреля 1945 года.

## Награды
171-й Тульский истребительный авиационный полк за образцовое выполнение заданий командования в боях с немецкими захватчиками, за овладение городами Даугавпилс (Двинск) и Резекне (Режица) и проявленные при этом доблесть и мужество Указом Президиума Верховного Совета СССР от 9 августа 1944 года награждён орденом Красного Знамени.

## Наименования
171-й истребительный авиационный полк 4 мая 1943 года за показанные образцы мужества и геройства в борьбе против фашистских захватчиков и в целях дальнейшего закрепления памяти о героических подвигах сталинских соколов Приказом НКО СССР удостоен почётного наименования «Тульский».
| МиГ-17 | МиГ-15 | МиГ-17 |

## Отличившиеся воины
- Вишняков Иван Алексеевич, майор, заместитель командира 171-го истребительного авиационного полка 315-й истребительной авиационной дивизии 14-го истребительного авиационного корпуса 15-й воздушной армии 23 февраля 1948 года удостоен звания Герой Советского Союза. Золотая Звезда № 8317
- Соболев Константин Фёдорович, майор, командир эскадрильи 171-го истребительного авиационного полка 315-й истребительной авиационной дивизии 14-го истребительного авиационного корпуса 15-й воздушной армии 15 мая 1946 года удостоен звания Герой Советского Союза. Золотая Звезда № 8082
- Шевцов, Александр Григорьевич, капитан, штурман 171-го истребительного авиационного полка 315-й истребительной авиационной дивизии 15-й воздушной армии 8 сентября 1943 года удостоен звания Герой Советского Союза. Золотая Звезда № 1710.

## Благодарности Верховного Главнокомандования
Верховным Главнокомандующим объявлены благодарности полку в составе 315-й иад:
- за овладение городом Идрица[5]
- за овладение городами Даугавпилс (Двинск) и Резекне (Режица)[6]
- за овладение городом Рига[7]

## Статистика боевых действий
За годы Великой Отечественной войны полком:
| Выполнено боевых вылетов | Сбито самолётов противника в воздухе | Сбито самолётов противника всего |
| ------------------------ | ------------------------------------ | -------------------------------- |
| 7600                     | 223                                  | 262                              |

Свои потери:
| Потеряно самолётов, всего | Погибло лётчиков всего |
| ------------------------- | ---------------------- |
| 71                        | 48                     |

## Самолёты на вооружении
| Период      | Самолёты |
| ----------- | -------- |
| 1941 — 1943 | МиГ-3    |
| 1943 — 1945 | Ла-5     |
| 1945 — 1951 | Ла-7     |
| 1951 — 1956 | МиГ-15   |
| 1955 — 1967 | МиГ-17   |
| 1967 — 1975 | Як-28П   |
| 1975 — 1992 | Су-15ТМ  |

| Су-15 | Як-28 | МиГ-17 |

## Базирование
| Период            | Аэродромы                            |
| ----------------- | ------------------------------------ |
| 06.1945 — 11.1946 | Тукумс, Латвия                       |
| 11.1946 — 1950    | Лида, Гродненская область            |
| 1950 — 10.1982    | Бомбора (Гудаута), Абхазская АССР    |
| 10.1982 — 1992    | Угольный, Чукотский автономный округ |